# Đồng(II) acetat
Đồng(II) acetat, còn gọi là cupric acetat, là một hợp chất hữu cơ với công thức hóa học Cu(C2H3O2)2 (hoặc Cu(OAc)2, OAc− là acetat (CH
3CO−
2). Dẫn xuất ngậm nước, trong đó có chứa một phân tử nước cho mỗi nguyên tử Cu, là có sẵn. Cu(OAc)2 khan là chất rắn tinh thể màu xanh lá cây đậm, trong khi Cu2(OAc)4(H2O)2 có màu xanh lá cây hơi xanh biển hơn. Từ xa xưa, một số dạng của đồng(II) acetat đã được sử dụng như thuốc diệt nấm và các chất màu xanh lá cây. Ngày nay, đồng(II) acetat được sử dụng như là thuốc thử cho sự tổng hợp của nhiều hợp chất vô cơ và hữu cơ. Đồng(II) acetat, giống như tất cả các hợp chất đồng, phát ra một ánh sáng màu lục lam trong ngọn lửa.

## Cấu trúc

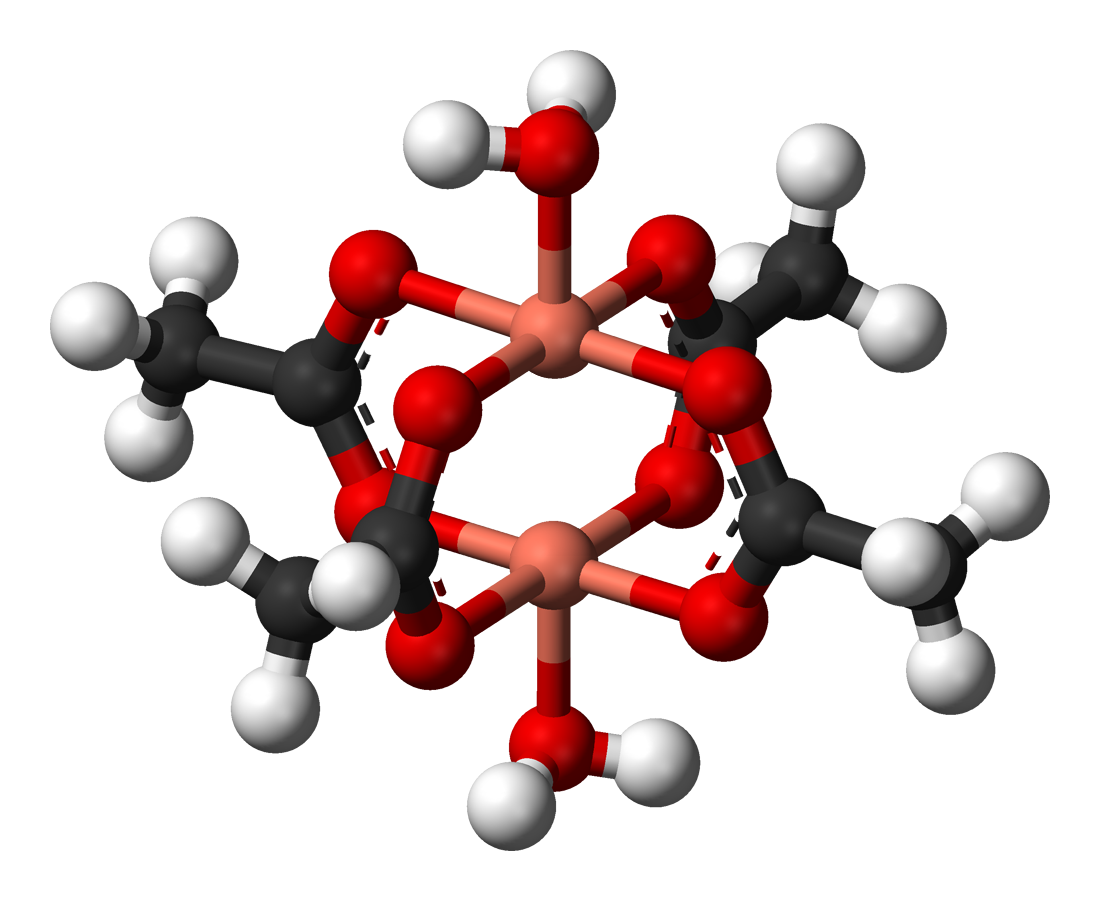
Cấu trúc nhị nguyên tử của đồng(II) acetat đối xứng

Đồng(II) acetat monohydrat có cấu trúc đối xứng cũng xuất hiện ở Rh(II) và Cr(II) tetracetat. Một nguyên tử oxy trên mỗi acetat được liên kết với một đồng tại 1,97 Å (197 pm). Hoàn thành hình cầu phối hợp là hai phối tử nước, với khoảng cách Cu–O khoảng cách 2,20 Å (220 pm). Các nguyên tử đồng tọa độ 2, 5 bị ngăn cách với một khoảng 2,65 Å (265 pm), gần với việc tách Cu–Cu trong đồng kim loại. Hai trung tâm đồng tương tác với nhau dẫn đến sự giảm sút của mômen từ ở 90 K, Cu2(OAc)4(H2O)2 là chất nghịch từ do việc hủy của hai spin đối lập. Cu2(OAc)4(H2O)2 là một bước quan trọng trong sự phát triển của các lý thuyết hiện đại cho các chất phản sắt từ.

## Tổng hợp
Đồng(II) acetat được điều chế công nghiệp bằng cách nung nóng đồng(II) hydroxide hoặc đồng(II) cacbonat với axit acetic.

## Hợp chất liên quan
Nung nóng hỗn hợp đồng(II) acetat khan và kim loại đồng tạo ra đồng(I) acetat:
Cu + Cu(OAc)2 → 2CuOAc
Không giống như đẫn xuất đồng(II), đồng(I) acetat, không màu và nghịch từ.
"Đồng(II) acetat base" được điều chế bằng cách trung hòa dung dịch đồng(II) acetat. Acetat base là kém hòa tan. Chất này này là một thành phần của xanh đồng, chất màu xanh lục lam hình thành trên đồng trong quá trình tiếp xúc lâu với khí quyển.

## Sử dụng trong tổng hợp hóa học
Đồng(II) acetat đã tìm thấy một số sử dụng như một tác nhân oxy hóa trong tổng hợp hữu cơ. Trong phản ứng Eglinton, Cu2(OAc)4 được sử dụng để ghép nối các alkyne đầu cuối, tạo ra 1,3-diyne:
Cu2(OAc)4 + 2RC≡CH → 2CuOAc + RC≡C−C≡CR + 2HOAc
Phản ứng thực hiện thông qua chất trung gian đồng(I) acetylua, mà sau đó bị oxy hóa bởi đồng (II) acetat, giải phóng gốc acetylua ra. Một phản ứng có liên quan liên quan đến acetylua đồng là sự tổng hợp của ynamines, các alkyne cuối với các nhóm amin bằng Cu2(OAc)4. Nó đã được sử dụng cho hydroaminat hóa acrylonitrile.
Nó kết hợp với điasen trioxit để tạo thành đồng(II) acetoasenit, một loại thuốc trừ sâu và thuốc diệt nấm mạnh mẽ được gọi là Paris xanh hoặc Schweinfurt xanh.